# Izac Carracher
Izac Carracher (Sydney, 14 de setembro de 1999) é um  jogador de vôlei de praia australiano.

## Carreira
O seu início de sua carreira deu-se no vôlei indoor, competiu na elite da Liga Australiana de Voleibol em 2016 e 201 atuando pelas equipes> Sydney Warriors e UTSSU Shield, foi convocado pelas categorias de base da  Austrália em competições internacionais Sub-17 e Sub-19 em 2016, neste mesmo ano competiu no vôlei de praia, conquistando o terceiro lugar no campeonato australiano júnior de vôlei de praia Sub-19 de 2017. e por paixão pelo surfe e fotografia, publicou um livro que mostra fotos de surfe, chamado Fluid Mocean 2014 , e é filho de ex-presidente da Federação  e membro do Comitê Olímpico Australiano, e em 2019 foi estudar nos estadoz unidos na Universidade do Sul da Califórnia e competiu na posição de ponteiro pelo time de vôlei  USC/Trojans .Em 2018, representou o país no Campeonato Asiático Sub-20 de 2018 em Manama e finalizou na sétima posição.
Em 2021, esteve com Marcus Ferguson e terminaram na quarta posição na etapa de Thompsons Beach, pelo circuito australiano, também terminaram na quinta posição nas etapas de Glenelg Beach, Manly Beach e Coolangatta Beach e com James Takken terminou em quinto lugar no Campeonato Asiático de 2021 em Phuket (cidade). No Circuito Australiano de 2022, esteve ao lado Mark Nicolaidis e conquistou o vice-campeonato em Thompsons Beach, campeões em  Mollymook Beach e vice-campeões em Gold Coast, e no circuito mundial no Future de Coolangatta,  décimo sétimo lugar no Challenge de Doha, e décimo nono lugar no Challenge Kuşadası, e terminaram em quarto na etapa de Locarno no circuito suíço, alcançaram em nono lugar no Mundial de Roma 2022, depois, terminaram o décimo sétimo no Elite 16 de Gstaad, décimo nono lugar no Challenge de Agadir, e terminaram em terceiro no circuito asiático em Samila, terminaram em nono lugar no Elite 16 em Paris, décimo sétimo lugar no Challenge das Maldivas e no primeiro evento em Dubai, nono lugar no segundo evento de Dubai, quinto lugar no Challenge de Torquay, nas nonas posições nos eventos do Elite 16 da Cidade do Cabo e Torquay, mesma colocação no Campeonato Asiático de 2022 em Bandar Abbas.
Em 2023,  esteve  com Mark Nicolaidis no circuito mundial, e terminaram na trigésima terceira posição no Challenge de La Paz (México), décima sétima posição em Jūrmala, quinto lugar no Campeonato Asiático de 2023 em Fuzhou,, ainda no circuito mundial, terminaram na vigésima primeira posição no Elite 16 Gstaad, décimo sétimo lugar no Challenge Espinho, nona posição no Challenge Edmonton, décimo terceiro no Elite 16 de Montreal; foram campeões na etapa de Penghu O pelo circuito asiático. Juntos disputaram a edição do Campeonato Mundial de Vôlei de Praia de 2023 nas cidades mexicanas de Tlaxcala de Xicohténcatl, Apizaco e Huamantla terminaram em trigésimo terceiro lugar,  alcançaram o vigésimo quinto lugar no Challenge de Goa, a nona posição no Challenge de Haikou, a quarta posição no Challenge Chiang Mai, o nono lugar no Future Geelong e o décimo nono lugar no Challenge Nuvali.

## Títulos e resultados
- Future de Mollymook do Circuito Mundial de 2024
- Future de Coolangatta do Circuito Mundial de 2022
- Challenge Chiang Mai do Circuito Mundial de 2023